# Hutu
Hutu (Bahutu, Wahutu),  etnička grupa iz Ruande, Burundija i susjednih država, koji pripadaju široj skupine Bantu crnaca.

## Jezik
Hutu govore jezicima kinyarwanda (7,275.292 govornika u Ruandi) i kirundi (4,850.903) u Burundiju koji pripadaju skupini bantu jezika.

## Povijest
Na sadašnji prostor Hutu dolaze između 7. i 10. stoljeća, možda iz područja bazena Conga, naišavši u njemu na pigmejski lovačko-sakupljački narod Twa ili Batwa, te zauzimaju njihovu domovinu. Hutu su bili zemljodjelci te protjeruju Twa pigmeje dublje u džunglu. Nekoliko stotina godina kasnije, između 14. i 15. stoljeća, dolazi do pojave jednog drugog naroda, to su Tutsi ili Watusi, znatno malobrojnije ali ratoborno pastirsko pleme koje se nametnulo Hutuima. Kako bi ih zaštitili od pljačke, Hutui su im morali u ratarskim proizvodima plačati zaštitu, odnosno raditi i za njih da ih ovi ne bi pljačkali, a od 19. stoljeća nastaju dvije centralizirane države, Ruanda i Burundi, od kojih će tek 1924. nastati belgijski kolonijalni teritorij Ruanda-Urundi. Prvi Europljani stižu u 2. polovici 19. stoljeća, to su Oskar Baumann (1892) i Graf von Götzen (1894).
Vladavina Tutsija završit će 1960. – 1961. kada se mnogobrojni Hutui konačno oslobađaju dominacije Tutsija, što će već 1962. dovesti do nastanka dviju država Burundija i Ruande, i početka jedne nove povijesti u kojoj će Hutui sve do 1990-tih godina sudjelovati u nizu pokolja nad Tutsijima.

## Etnografija
Hutui su zemljodjelci, uzgajivači prosa, sirka, i uvezenih kultura kao kukuruza, graha i drugoga, pretvarajući šumska područja u polja i pašnjake. Njihove kuće oblika su košnice, napravljene od drveta, trske i trave. Njihovi običaji slični su onima kod Tutsija što je vjerojatno posljedica toga da stotinama godina žive zajedno, jedni blizu drugih, pa nalazimo ime stvoritelja kojega nazivaju Imaana, i Tutsi i Hutui. Isto vrijedi i za duhove predaka, abazima, koji znaju biti ljuti ako ih se ne poštuje, pa živima mogu donijeti zlu sreću. Kako bi ih se udobrovoljilo, potrebno im je prinijeti darove, a oni su i glavni posrednici u prenošenju poruka boga Imaana svijetu živih. Današnja religija je kršćanska. Ženidba s Tutsima veoma je rijetka.
Ples, glazba i bubanj najznačajniji su oblik seoskog života i zabave Hutua. Muškarci i žene imaju različite vrste pjesama, kao što su pastoralne (ibicuba, imivovoto, amazina y'inka), lovačke i uspavanke maloj djeci. Hutuima i Tutsijima zajednički su i plesovi umuyebe u regiji Imbo (plešu ga muškarci); ženski plesovi ihunja i imisambi; plesovi koje plešu i muškarci i žene, amayaya, u regiji Kirimiro; ženski erotični ples umutsibo, koncentriran na pokrete nogu i karlice; ženski ples urwedengwe, s pokretima u ramenima; ubusambiri u regiji Buragane.

## Vanjske poveznice
- Hutu
- Genocide in Rwanda - 1994 - 800,000 Deaths